# 稲川淳二の恐怖物語4
『稲川淳二の恐怖物語4』（いながわじゅんじのきょうふものがたりふぉー）は、オリジナルビデオ『稲川淳二の恐怖物語』シリーズの4作目である。1999年9月25日に、バンダイビジュアルから発売された。収録エピソードは「てるてる坊主」。

## 概要
1992年7月21日に、大陸書房から発売されたオリジナルビデオ「稲川淳二・怪奇心霊実話 凍りつく病棟」に収録の第三話「顔」を、「てるてる坊主」と改題し、ストーリーに新たな脚色を加え、リメイクした作品。また、オープニングで稲川による怪談として語られているのは、前述の「凍りつく病棟」に収録の第一話「となりの患者」である。レンタルビデオの他、地上波でも深夜に放送されており、見た者の中には、「凍りつく病棟」と混同している人も多い。2008年1月現在、DVD未発売。

## スタッフ
- 監督：三木和史
- 企画：稲川淳二
- 原作：稲川淳二 「稲川淳二のすご～く恐い話」（リイド社）
- 脚本：稲川淳二、小林弘利
- 音楽：e-KLAY
- 撮影：知識譲
- 照明：小川正治
- 美術：大町力
- 録音：塩原政勝
- 制作：後藤田穣
- プロデューサー：富田求、森本浩二、三木和史、富田政男
- キャスティングプロデューサー：田村ガン
- 製作協力：ビデオプランニング
- 製作・著作：よみうりテレビ、バンダイビジュアル